# Cabeza

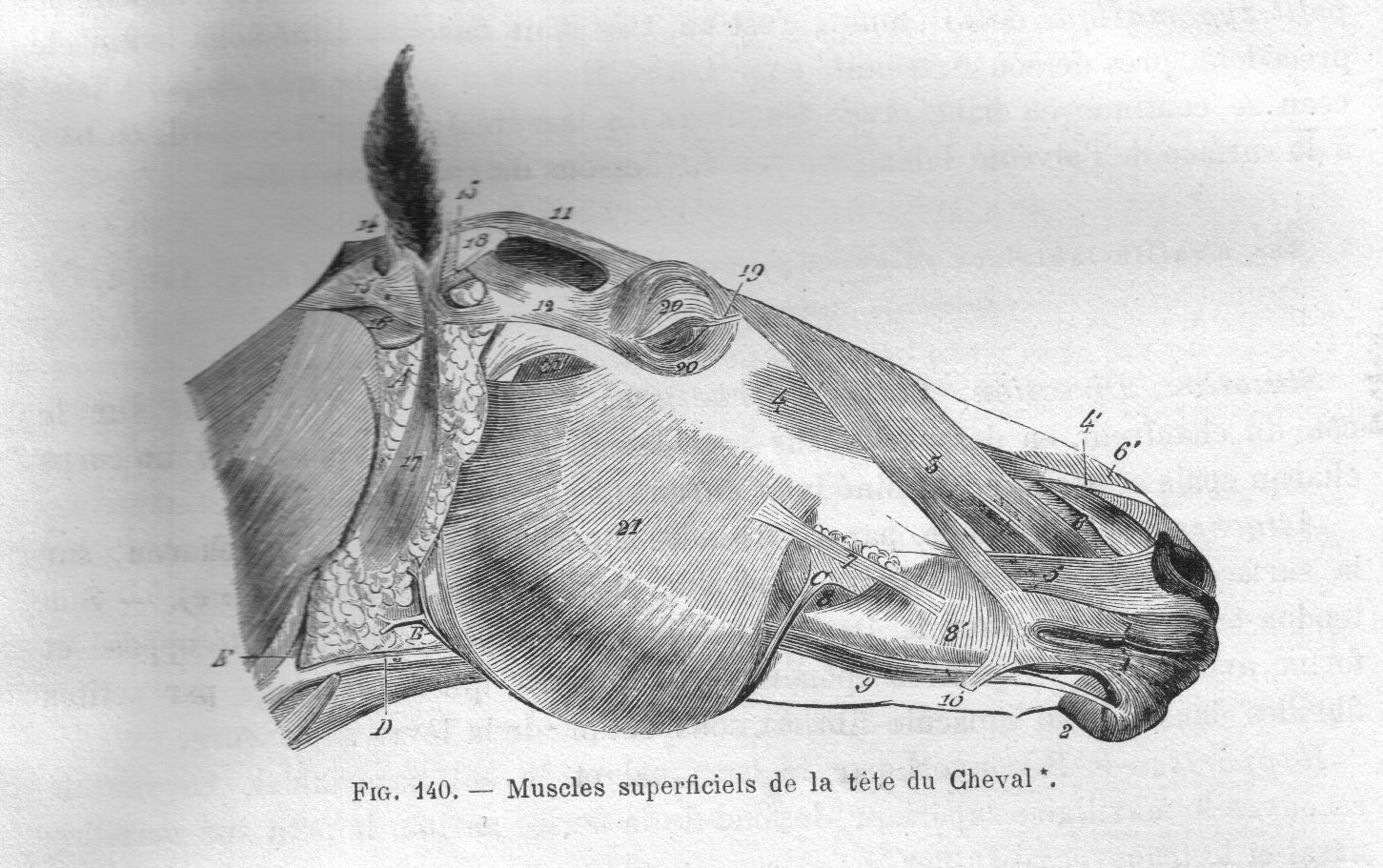
Los músculos de la cabeza de un caballo, de Traité d'anatomie comparée des animaux domestiques por Auguste Chauveau, 1890

La cabeza es la parte superior del cuerpo, y superior o anterior de muchos animales, donde se encuentran algunos órganos de los sentidos y el cerebro: el cuerpo humano está formado por cabeza, tronco y extremidades.
La cabeza (o testa, que puede ser o bien la cabeza en sí; la frente, testuz, o testera; o la parte superior y posterior de la cabeza), de un animal, es la parte anterior del cuerpo que contiene la boca, el cerebro y varios órganos sensoriales (generalmente órganos de visión, audición, olfato y gusto).
El máximo grado de cefalización se da en los artrópodos (sobre todo insectos) y en los vertebrados; en estos animales, la cabeza está netamente diferenciada del resto del cuerpo y provista de órganos sensoriales muy eficientes.
Los animales más sencillos, como las esponjas, y los que presentan simetría radial (cnidarios y ctenóforos) no poseen cabeza, pero sí la tienen la mayoría de las formas con simetría bilateral (Bilateria); estos animales poseen un eje antero-posterior de manera que en la parte anterior del cuerpo se concentran el cerebro y los órganos sensoriales; el grado de cefalización es variable en los distintos filos bilaterales; muchos poseen una cabeza incipiente (platelmintos, anélidos, nematodos, moluscos). Dentro de los bilaterales, hay también grupos sin cabeza como los bivalvos, briozoos, equinodermos, etc.

## Cabeza de artrópodos

El cuerpo de los trilobites está dividido en tres secciones principales: Céfalon, tórax y pigidio.

Los artrópodos son los invertebrados con un grado mayor de cefalización, lo que se traduce en la posesión de un cerebro complejo. El cerebro está formado por la fusión de los tres pares de ganglios de los tres primeros segmentos del cuerpo, de modo que se puede distinguir tres regiones:
- Protocerebro (primer par de ganglios). Inerva los órganos visuales.
- Deutocerebro (segundo par de ganglios). Inerva las antena. Falta en los quelicerados.
- Tritocerebro (tercer par de ganglios). Inerva los quelíceros (quelicerados) o el segundo par de antenas (crustáceos).

Los escleritos de la cabeza están también fusionados entre sí, formando una estructura compacta denominada cápsula cefálica.

### Cabeza de los insectos

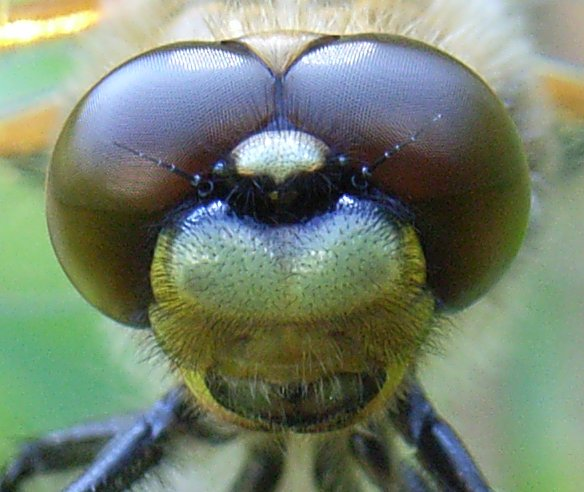
Cabeza de insecto (Odonata).

Una cabeza de insecto típico se compone de ojos compuestos, antenas, y piezas bucales. Estos componentes difieren sustancialmente de insecto a insecto, formando importantes vínculos de identificación. Los ojos de la cabeza que se encuentran, en varios tipos de insectos, tienen la forma de un par de ojos compuestos con múltiples caras. En algunos casos, hay dos o tres ocelos u ojos simples.
Las antenas en la cabeza del insecto se encuentran en forma de aditamentos segmentados, en pares, que suelen estar situados entre los ojos. Tienen formas y tamaños diversos, en forma de filamentos o en diferentes formas agrandadas o en forma de garrote.
Los insectos tienen piezas bucales de diferentes formas dependiendo de sus hábitos de alimentación. El labrum es el labio superior y se encuentra en la zona delantera de la cabeza y es la parte más exterior. En la parte posterior del labrum hay un par de mandíbulas que flanquean el lado de la boca, seguidas de un par de maxilares, cada uno de los cuales se conoce como palpo maxilar. En la parte posterior de la boca se encuentra el labio inferior. En algunos insectos también hay una parte extra de la boca que se denomina hipofaringe y que suele estar situada entre los maxilares

## Cabeza de los vertebrados
Según Hyman (1979), la evolución de la cabeza, en los vertebrados se ha producido por la fusión de un número fijo de segmentos anteriores, de la misma manera que en otros «animales heterónomamente segmentados». En algunos casos los segmentos o una porción de los segmentos  desaparecen. Los segmentos de la cabeza también pierden la mayor parte de sus sistemas excepto para el sistema nervioso. Con el desarrollo progresivo de la cefalización, «la cabeza incorpora cada vez más de los segmentos adyacentes en su estructura, por lo que en general se puede decir que cuanto mayor es el grado de cefalización mayor es el número de segmentos que componen la cabeza».

## Cabeza humana

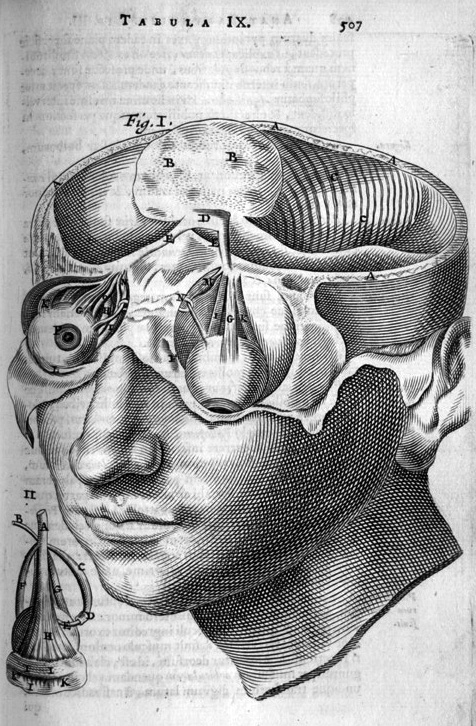
Transección de una cabeza humana, por Thomas Bartholin, 1673

La región anteroinferior de la cabeza, donde se encuentran los ojos, nariz y boca, es llamada cara o rostro, la región superior a esta, frente, y el mentón el extremo inferior. Una vez privada la cabeza de las partes blandas, queda su esqueleto, la cabeza ósea, que se articula con la primera vértebra del raquis, el atlas, mediante el occipital.
Los huesos de la cabeza ósea se organizan en dos grupos claramente diferenciados: cráneo y cara:
- Cráneo: protege el encéfalo, y aloja el oído.
- Cara: en ella reside el aparato de la masticación (mandíbulas, dientes, músculos masticadores).

Además, en ella se fijan los músculos de la mímica, y se alojan órganos de los sentidos o sus anexos: ojos, fosas nasales, lengua. A su vez, cráneo y cara están formados por diversos huesos, todos ellos pares, excepto cuatro: tres del cráneo (frontal, etmoidal, occipital), y uno de la cara (vómer).